# Wereldkampioenschappen kunstschaatsen 1926
De Wereldkampioenschappen kunstschaatsen 1926 werden gevormd door drie toernooien die door de Internationale Schaatsunie werden georganiseerd.
Voor de vrouwen was het de veertiende editie. Dit kampioenschap vond plaats op 7 en 8 februari in Stockholm, Zweden. Stockholm was voor de zevende keer gaststad voor een WK-toernooi, voor Zweden gold dit als gastland.
Voor de mannen was het de 24e editie, voor de paren de twaalfde. Deze twee kampioenschappen vonden plaats op 13 en 14 februari in Berlijn, Duitsland. Berlijn was voor de vierde keer gaststad voor een WK-toernooi, Duitsland voor de vijfde keer het gastland, in 1906 was München gaststad.

## Deelname
Er namen deelnemers uit acht landen deel aan deze kampioenschappen. Zij vulden 25 startplaatsen in. Voor het eerst nam er een vertegenwoordiger uit België aan een WK-toernooi deel, Robert Van Zeebroeck kwam uit in het mannentoernooi. België was het dertiende land waarvan ten minste een deelnemer aan een van de WK-kampioenschappen deelnam.
(Tussen haakjes het totaal aantal startplaatsen in de drie toernooien.)
| Oostenrijk (8) Weimarrepubliek (5) Noorwegen (4) Verenigd Koninkrijk (3) | Tsjecho-Slowakije (2) België (1) Frankrijk (1) Zweden (1) |

## Medailleverdeling
Bij de mannen prolongeerde Willy Böckl de wereldtitel, hij behaalde bij zijn zevende deelname zijn zevende medaille, in 1913, 1923 en 1924 werd hij tweede, in 1914 en 1922 derde. Zijn landgenoot Otto Preissecker werd dit jaar tweede, in 1925 werd hij derde. Hij behaalde zijn tweede medaille. Op plaats drie behaalde John Page zijn eerste medaille in het mannentoernooi, in 1924 won hij de zilveren medaille bij de paren met Ethel Muckelt. Het was de derde Britse medaille bij de mannen, in 1899 won Edgar Syers ook brons en in 1902 won zijn echtgenote Madge Syers-Cave de zilveren medaille.
Bij de vrouwen prolongeerde Herma Jaross-Szabo de wereldtitel, ze deed dit voor de vijfde keer oprij. Ze werd de eerste vrouw die de wereldtitel vijfmaal won, bij de mannen had alleen de Zweed Ulrich Salchow dit nog maar gepresteerd. Sonja Henie op plaats twee behaalde haar eerste medaille. Het was de eerste zilveren medaille voor Noorwegen in het vrouwentoernooi en de tweede in totaal, in 1922 behaalde Margot Moe brons. Kathleen Shaw op plaats drie behaalde ook haar eerste medaille. Dit was de zesde Britse medaille bij de vrouwen, Madge Syers-Cave won de titel in 1906 en 1907 en Phyllis Johnson won van 1912-1914 achtereenvolgens brons, zilver en brons.
Bij de paren stonden voor het eerst dezelfde drie paren als het voorgaande jaar op het erepodium, alleen de volgorde was gewijzigd. Joly / Brunet werden het zevende paar dat de wereldtitel veroverde en het eerste Franse paar. Het was hun tweede medaille, in 1925 werden ze tweede. Ook het paar Scholz / Kaiser op plaats twee behaalden hun tweede medaille, de vorige editie werden ze derde. De wereldkampioenen van 1925, Jaross-Szabo / Ludwig Wrede eindigden als derde, ook voor hen was het de tweede medaille. Jaross-Szabo behaalde voor het tweede jaar oprij twee medailles in hetzelfde jaar.
| Discipline | Goud                        | Zilver                     | Brons                             |
| ---------- | --------------------------- | -------------------------- | --------------------------------- |
| Mannen     | Willy Böckl                 | Otto Preissecker           | John Page                         |
| Vrouwen    | Herma Jaross-Szabo          | Sonja Henie                | Kathleen Shaw                     |
| Paren      | Andreé Joly / Pierre Brunet | Lilly Scholz / Otto Kaiser | Herma Jaross-Szabo / Ludwig Wrede |

## Uitslagen
pc = plaatsingcijfer
| #      | naam (deelname)       | land                                          | pc |
| ------ | --------------------- | --------------------------------------------- | -- |
| Goud   | Willy Böckl (7)       | Vlag van Oostenrijk                           | 7  |
| Zilver | Otto Preissecker (3)  | Vlag van Oostenrijk                           | 11 |
| Brons  | John Page (2)         | Vlag van Verenigd Koninkrijk                  | 18 |
| 4      | Werner Rittberger (5) | Vlag van Duitsland tijdens de Weimarrepubliek | 21 |
| 5      | Josef Slíva (2)       | Vlag van Tsjecho-Slowakije                    | 26 |
| 6      | Ludwig Wrede (4)      | Vlag van Oostenrijk                           | 29 |
| 7      | Robert Van Zeebroeck  | Vlag van België                               | 30 |
| 8      | Arne Lie              | Vlag van Noorwegen                            | 41 |
| 9      | Paul Franke           | Vlag van Duitsland tijdens de Weimarrepubliek | 42 |

| #      | naam (deelname)        | land                                          | pc |
| ------ | ---------------------- | --------------------------------------------- | -- |
| Goud   | Herma Jaross-Szabo (5) | Vlag van Oostenrijk                           | 5  |
| Zilver | Sonja Henie (2)        | Vlag van Noorwegen                            | 10 |
| Brons  | Kathleen Shaw (2)      | Vlag van Verenigd Koninkrijk                  | 16 |
| 4      | Elisabeth Bockel (2)   | Vlag van Duitsland tijdens de Weimarrepubliek | 21 |
| 5      | Solveig Johansen       | Vlag van Noorwegen                            | 26 |
| 6      | Hildegrad Thiel        | Vlag van Oostenrijk                           | 27 |

| Een record deelname van tien paren uit zeven landen namen dit jaar deel aan het WK. De paren Jaross-Szabo / Wrede en Henie / Lie alsmede John Page namen dit jaar ieder ook individueel deel. Muckelt nam in 1923 en 1925 solo deel. \| # \| naam (deelname) \| land \| pc \| \| ------ \| ------------------------------------------ \| --------------------------------------------- \| ---- \| \| Goud \| Andreé Joly (2) Pierre Brunet (2) \| Vlag van Frankrijk \| 12 \| \| Zilver \| Lilly Scholz (2) Otto Kaiser (2) \| Vlag van Oostenrijk \| 22 \| \| Brons \| Herma Jaross-Szabo (5) Ludwig Wrede (4) \| Vlag van Oostenrijk \| 26 \| \| 4 \| Gisela Hochhaltinger (2) Georg Pamperl (2) \| Vlag van Oostenrijk \| 32.5 \| \| 5 \| Sonja Henie (2) Arne Lie \| Vlag van Noorwegen \| 33.5 \| \| 6 \| Ethel Muckelt (3) John Page (2) \| Vlag van Verenigd Koninkrijk \| 40 \| \| 7 \| Else Hoppe (2) Oscar Hoppe (2) \| Vlag van Tsjecho-Slowakije \| 42.5 \| \| 8 \| Ilse Kishauer Herbert Haertel \| Vlag van Duitsland tijdens de Weimarrepubliek \| 52.5 \| \| 9 \| Grete Weise (2) Georg Velisch (2) \| Vlag van Duitsland tijdens de Weimarrepubliek \| 60.5 \| \| 10 \| Margit Edlund Anders Palm \| Vlag van Zweden \| 63.5 \| |                                            |                                               |      |
| # | naam (deelname)                            | land                                          | pc   |
| Goud | Andreé Joly (2) Pierre Brunet (2)          | Vlag van Frankrijk                            | 12   |
| Zilver | Lilly Scholz (2) Otto Kaiser (2)           | Vlag van Oostenrijk                           | 22   |
| Brons | Herma Jaross-Szabo (5) Ludwig Wrede (4)    | Vlag van Oostenrijk                           | 26   |
| 4 | Gisela Hochhaltinger (2) Georg Pamperl (2) | Vlag van Oostenrijk                           | 32.5 |
| 5 | Sonja Henie (2) Arne Lie                   | Vlag van Noorwegen                            | 33.5 |
| 6 | Ethel Muckelt (3) John Page (2)            | Vlag van Verenigd Koninkrijk                  | 40   |
| 7 | Else Hoppe (2) Oscar Hoppe (2)             | Vlag van Tsjecho-Slowakije                    | 42.5 |
| 8 | Ilse Kishauer Herbert Haertel              | Vlag van Duitsland tijdens de Weimarrepubliek | 52.5 |
| 9 | Grete Weise (2) Georg Velisch (2)          | Vlag van Duitsland tijdens de Weimarrepubliek | 60.5 |
| 10 | Margit Edlund Anders Palm                  | Vlag van Zweden                               | 63.5 |

Medaillewinnaars

Mannen · 
Vrouwen ·
Paren · 
IJsdansen

 Toernooi

1896 · 
1897 · 
1898 · 
1899 · 
1900 · 
1901 · 
1902 · 
1903 · 
1904 · 
1905 · 
1906 · 
1907 · 
1908 · 
1909 · 
1910 · 
1911 · 
1912 · 
1913 · 
1914 · 
1915-1921 · 
1922 · 
1923 · 
1924 · 
1925 · 
1926 · 
1927 · 
1928 · 
1929 · 
1930 · 
1931 · 
1932 · 
1933 · 
1934 · 
1935 · 
1936 · 
1937 · 
1938 · 
1939 ·
1940-1946 · 
1947 · 
1948 · 
1949 · 
1950 · 
1951 · 
1952 · 
1953 · 
1954 · 
1955 · 
1956 · 
1957 · 
1958 · 
1959 · 
1960 · 
1961 · 
1962 · 
1963 · 
1964 · 
1965 · 
1966 · 
1967 · 
1968 · 
1969 · 
1970 · 
1971 · 
1972 · 
1973 · 
1974 · 
1975 · 
1976 · 
1977 · 
1978 · 
1979 · 
1980 · 
1981 · 
1982 · 
1983 · 
1984 · 
1985 · 
1986 · 
1987 · 
1988 · 
1989 · 
1990 · 
1991 · 
1992 · 
1993 · 
1994 · 
1995 ·
1996 · 
1997 · 
1998 · 
1999 · 
2000 · 
2001 · 
2002 · 
2003 · 
2004 · 
2005 · 
2006 ·
2007 ·
2008 ·
2009 ·
2010 ·
2011 ·
2012 ·
2013 ·
2014 ·
2015 ·
2016 ·
2017 ·
2018 ·
2019 · 
2020 · 
2021 ·
2022 ·
2023 ·
2024

 ISU-kampioenschappen

WK kunstschaatsen junioren ·
EK kunstschaatsen ·
Viercontinentenkampioenschap ·
Olympische Spelen